# Miller, Nebraska
Miller är en ort i Buffalo County i delstaten Nebraska, USA.